# Liesl Theron
Liesl Theron est une activiste trans sud-africaine et cofondatrice,  de l'organisation Gender DynamiX.

## Biographie
Liesl naît en Afrique du Sud dans une famille parlant afrikaans.
En 1992, elle fait son coming out en tant que lesbienne à l'âge de 20 ans. Sa mère a d'abord eu du mal à accepter sa sexualité, mais elle a ensuite écrit un livre sur son cheminement vers l'acceptation.
De 2008 à 2013, elle entretient une relation avec le photographe Zanele Muholi,,.

## Activités
Liesl est la co-fondatrice de l'organisation de défense des droits des trans, Gender DynamiX. Elle est la première directrice générale de Gender DynamiX depuis sa création en 2005 et jusqu'à sa démission en juin 2014 
Liesl a soutenu Sasha, l'une des premières réfugiées trans en Afrique du Sud, dans ses démarches pour entrer dans le pays. Elle a continué à apporter son soutien à de nombreux réfugiés trans et demandeurs d'asile venus de divers pays africains. Tout au long de son mandat chez Gender DynamiX, elle a défendu un certain nombre de questions importantes, telles que l'accès aux soins de santé et d'autres droits pour les personnes trans en général. Après que Liesl a quitté Gender DynamiX en tant que directrice, elle est devenue consultante.
En 2016, elle reçoit le prix Global Transgender Heroes du True Colors Fund. En janvier 2018, Liesl déménage à Mexico pour s'installer dans la capitale. Depuis son arrivée au Mexique, elle a exploré avec son cabinet de conseil la possibilité de commencer à travailler avec les organisations LGBTIQ et plus particulièrement trans dans les Caraïbes. En conséquence, Theron a été l’un des deux co-consultants à la tête d’une recherche importante et première du genre dans les Caraïbes, avec 1080 répondants masculins, lesbiens, bisexuels, queers et trans. L'étude « Des marges à la concentration - Une plongée profonde dans les réalités vécues des femmes lesbiennes, bisexuelles et queer et des personnes trans masculines dans 8 pays des Caraïbes » a mis en évidence des problèmes d'orientation sexuelle, d'identité de genre, d'éducation, de santé, de violence domestique, d'accès aux droits, de santé mentale et de santé reproductive[réf. souhaitée].
Liesl a collaboré avec plusieurs autres militants (Julius Kaggwa, Victor Mukasa et Gabrielle le Roux) pour donner vie, fin 2022, au site Web Trans and Intersex History in Africa.

## Publications
- Liesl Theron, Mariam Armisen, and John McAllister Where do we go from here?: A call for critical reflection on queer/LGBTIA+ activism in Africa, Pambazuka News (en), 2016[16]
- Sherwood, J., Lankiewicz, E., Castellanos, E., O’Connor, N., Theron, L., & Restar, A. Assessing inclusion of trans people in HIV national strategic plans: a review of 60 high HIV prevalence countries. Journal of the International AIDS Society (en), [s. l.], v. 24, n. 11, p. 1, 2021. DOI 10.1002/jia2.25837
- Liesl Theron and Ricki Kgositau (en), The Emergency of a Grassroots African Trans Archive, Transgender Studies Quarterly 2(4): 578-583, 2015
- Jessica Scott and Liesl Theron, The promise of heteronormativity: Marriage as a strategy for respectability in South Africa, 2017[17]